# The Exiles

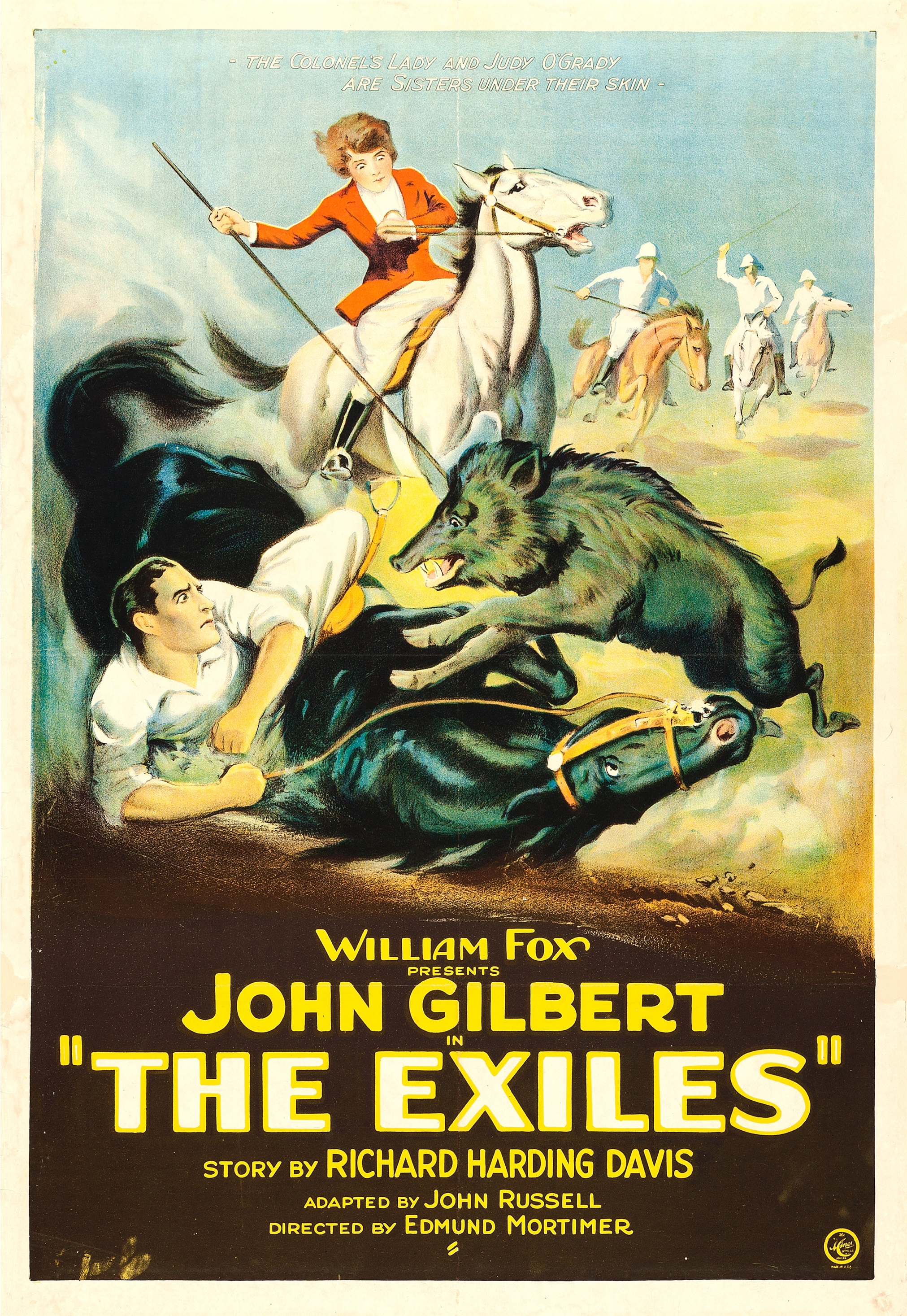

The Exiles è un film muto del 1923 diretto da Edmund Mortimer.

## Produzione
Il film fu prodotto dalla Fox Film Corporation.

## Distribuzione
Distribuito dalla Fox Film Corporation, il film - presentato da William Fox - uscì nelle sale cinematografiche statunitensi il 14 ottobre 1923.